# 義學里 (新北市)
25°3′5.7″N 121°25′36.1″E / 25.051583°N 121.426694°E
義學里是位於新北市泰山區的一個里，位於泰山區之中心，東鄰義仁里 ，南毗明志里 ，北衡同榮里 ，於2010年12月25日從村改制而成。

## 歷史
義學里於乾隆年間胡焯猷先生捐地蓋學校，請老師教學，成立泰山明志書院，是北部第一所最高學府，後被官方改稱「新莊山腳義塾」。由於是義塾，且因其「義」行而蓋「學」校，故紀念之，取名為義學村。國民政府遷台後人口逐漸增多，於民國80年6月1日劃分明志路以東，成立義學村，2010年，随着新北市改制为市，该地区更名为义学村。

## 地點

### 機關
- 同榮國小
- 義學市民活動中心
- 同榮國小附設幼兒園
- 泰山體育園區

### 文化資產
- 瓊仔湖福德宮
- 濟賢宮
- 泰山明聖堂
- 天妙宮
- 天元聖道院

## 交通

### 客運
- 637（五股－臺北）
- 638（五股－捷運南京復興站）
- 801（五股－松山機場）
- 858（樹林－林口長庚醫院）
- 880（樹林－淡海）

## 相關連結
- 泰山區